# 科馬克 (紐約州)
科馬克（英語：Commack）是位於美國紐約州薩福克縣的普查規定居民點。

## 人口
根據2020年美國人口普查的數據，科馬克的面積為31.72平方千米，皆為陸地。當地共有人口36536人，而人口密度為每平方千米1,151.83人。